# Hội Địa chất Công trình và Môi trường Việt Nam
Hội Địa chất Công trình và Môi trường Việt Nam là tổ chức xã hội - nghề nghiệp của những người làm việc trong lĩnh vực liên quan đến địa chất công trình và môi trường tại Việt Nam . Hội là tổ chức thành viên của Tổng hội Địa chất Việt Nam .
Hội có tên giao dịch tiếng Anh là Vietnam Association of Engineering Geology and Environment, viết tắt là VAEGE.
Hội được thành lập tại Đại hội lần thứ I ngày 16 tháng 04 năm 2005 tại Hà Nội. Điều lệ Hội được Bộ Nội vụ phê duyệt tại Quyết định số 142/2005/QĐ-BNV ngày 28/12/2005 .
Văn phòng Hội đặt tại địa chỉ Số 91 Phùng Hưng, quận Hoàn Kiếm, Hà Nội.